# Jeremy Gan
Jeremy Gan Wye Teck (* 24. Januar 1979) ist ein malaysischer Badmintonspieler. 

## Karriere
Jeremy Gan wurde 1996 Junioren-Weltmeister und 1997 Junioren-Asienmeister. Bei der Asienmeisterschaft der Erwachsenen wurde er 1998 Fünfter, bei der Weltmeisterschaft 1999 Neunter. 2002 siegte er bei den Australian Open.

## Sportliche Erfolge
| Saison | Veranstaltung                    | Disziplin    | Platz | Name                         |
| ------ | -------------------------------- | ------------ | ----- | ---------------------------- |
| 1996   | Weltmeisterschaften der Junioren | Herrendoppel | 1     | Jeremy Gan / Chan Chong Ming |
| 1997   | Junioren-Asienmeisterschaft      | Herrendoppel | 1     | Chan Chong Ming / Jeremy Gan |
| 1998   | Asienmeisterschaft               | Herrendoppel | 5     | Chan Chong Meng / Jeremy Gan |
| 1999   | Weltmeisterschaft                | Herrendoppel | 9     | Chan Chong Ming / Jeremy Gan |
| 1999   | Japan Open                       | Herrendoppel | 5     | Chan Chong Ming / Jeremy Gan |
| 1999   | Hongkong Open                    | Herrendoppel | 5     | Chan Chong Ming / Jeremy Gan |
| 2001   | Hongkong Open                    | Herrendoppel | 5     | Jeremy Gan / Ng Kean Kok     |
| 2001   | Indonesia Open                   | Herrendoppel | 5     | Jeremy Gan / Hong Chieng Hun |
| 2001   | Thailand Open                    | Herrendoppel | 5     | Jeremy Gan / Ng Kean Kok     |
| 2002   | Australian Open                  | Herrendoppel | 1     | Jeremy Gan / Ng Kean Kok     |
| 2003   | Thailand Open                    | Herrendoppel | 5     | Jeremy Gan / Ng Kean Kok     |